# Dios en el jainismo
En el jainismo, se dice que la piedad es la cualidad inherente de cada alma. Esta cualidad, sin embargo, está sometida por la asociación del alma con el karma. Todas las almas que han conseguido el estado natural de felicidad infinita, conocimiento infinito (kevala jnana), poder infinito y percepción infinita son considerados como Dios en el jainismo. El jainismo rechaza la idea de una deidad de creador responsable de la manifestación, creación, o mantenimiento de este universo. Según la doctrina jainista, el universo y sus constituyentes (alma, materia, espacio, tiempo, y principios de movimiento) han existido siempre. Todos los constituyentes y las acciones están gobernados por leyes naturales universales y el alma perfecta, una entidad inmaterial no puede crear o afectar una entidad material como el universo.

## Piedad
Hay dos puntos de vista posibles sobre este aspecto. Uno es mirar al alma desde la propia perspectiva del alma. Esto implica explicaciones de las propiedades del alma, su estructura exacta, composición y naturaleza, la naturaleza de los varios estados que surgen de ella y sus atributos de origen, como se hace en los textos profundos y arcanos de Samayasāra, Niyamasara y Pravachanasara. Otro punto de vista es considerar las cosas aparte del alma y sus relaciones con el alma. Según esto, las cualidades del alma son sometidas debido a los karmas del alma. Los karmas son las partículas fundamentales de la naturaleza en el jainismo. Quien consigue este estado del alma a través de la creencia correcta, el conocimiento correcto y la conducta correcta puede ser denominado dios. Esta perfección de alma se apellida Kevalin. Un dios se convierte así en alma liberada de miserias, ciclos de renacimiento, mundo, karmas y finalmente liberado también del cuerpo. Esto se apellida nirvana o moksha.
El jainismo no enseña la dependencia en ningún ser supremo para iluminación. Un Tirthankara es un guía y maestro que señala el camino para la iluminación, pero la lucha para alcanzarla es personal. Los sufrimientos y recompensas morales no son obra de un ser divino, sino el resultado de un orden moral innato en el cosmos; un mecanismo autorregulador por el cual el individuo obtiene los frutos de sus propias acciones a través del funcionamiento de los karmas.
Los jainistas creen que para lograr iluminación y finalmente la liberación de toda vinculación kármica, uno tiene que practicar los principios éticos no sólo en el pensamiento, sino también en las palabras (discurso) y la acción. Tal práctica a través del trabajo de toda la vida hacia uno mismo está considerado como observación del Mahavrata ("Grande Jura").
Los dioses pueden ser así categorizados en dioses encarnados, también conocidos como arihantas y no-encarnados , que se llaman siddhas. El jainismo considera a devís y devas como almas que moran en el cielo a causa de acciones meritorias en sus vidas pasadas. Estas almas están en el cielo durante una vida útil fija, e incluso tienen que experimentar la reencarnación como humanos para conseguir el moksha.
Así, hay infinitos dioses en el jainismo, todos equivalentes, liberados, e infinitos en la manifestación de todos los atributos. El ser y los karmas son sustancias separadas en el jainismo, el primero viviente y los últimos no-vivientes. Los que logran la iluminación y los que existen en tal estado, entonces pueden ser denominados dioses. Por tanto, los seres (Arihant) que han logrado la omnisciencia (kevala jnana) son adorados como dioses. La calidad de piedad es igual en todos ellos. El jainismo es a veces considerado como religión transteísta, aunque pueda ser atea o politeísta según la forma que se defina a "Dios".

## Cinco seres supremos

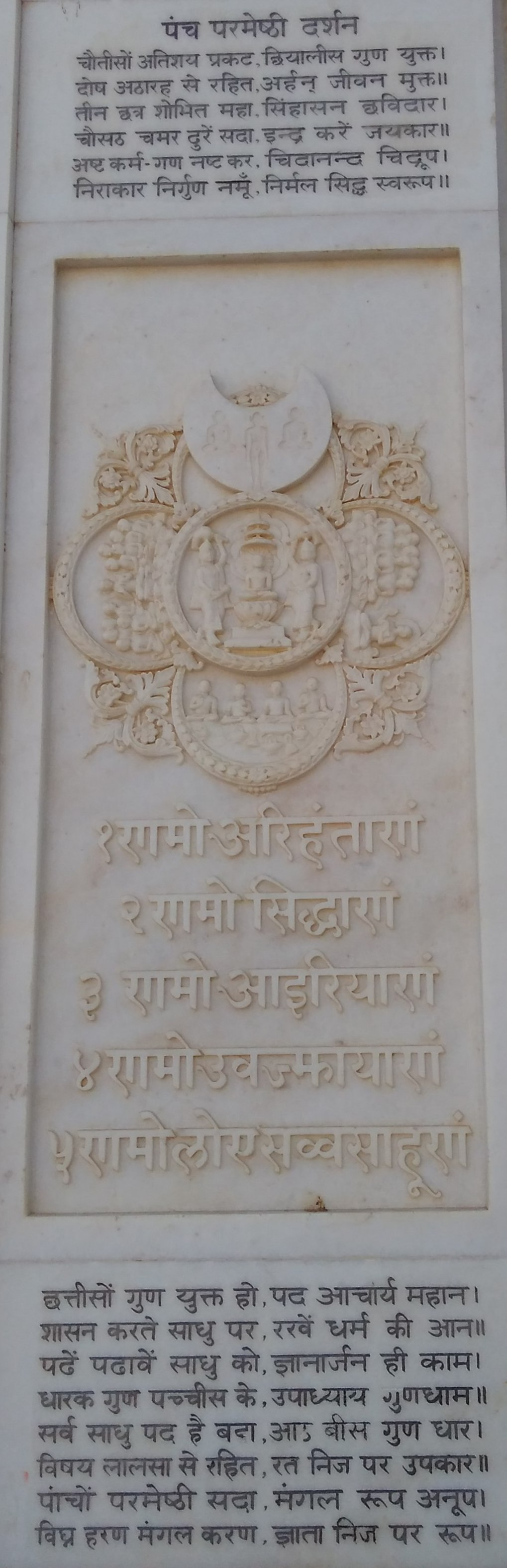
Estela representando a Pañca-Parameṣṭhi (cinco seres supremos) dignos de veneración en el jainismo

En el jainismo, el Pañca-Parameṣṭhola (sánscrito para "cinco seres supremos") es una jerarquía quíntuple de autoridades religiosas dignas de veneración. Los cinco seres supremos son:
- Arihant (es una jiva (alma) que ha conquistado sus pasiones internas)
- Siddha
- Acharya (Cabeza de la orden monástica)
- Upadhyaya ("Preceptor de inicio al ascetismo")
- Muni o Monjes jainíes

## Arihant
Un ser humano que conquista todas las pasiones interiores y posee conocimiento correcto infinito (Kevala jñana) es venerado como un arihant en el jainismo. Son también llamados Jinas (conquistadores) o Kevalin (seres omniscientes). Un arihant es un alma que ha destruido todas las pasiones, está totalmente desligada y sin ningún deseo y de ahí es capaz de destruir los cuatro ghātiyā karmas y lograr la kevala jñāna, u omnisciencia. Tal alma todavía tiene un cuerpo y cuatro aghātiyā karmas. Los Arihantas, al final de su vida humana, destruyen todas las restantes aghātiyā karmas y logran acceder a la Siddha (perfección espiritual). Hay dos clases de kevalin o arihant:
- Sāmānya Kevalin: vencedores ordinarios, son quienes están preocupados por su propia salvación.
- Tirthankara Kevalin: veinticuatro guías espirituales humanos (dioses enseñantes), que muestran el verdadero camino hacia la salvación.[6]

## Siddhas

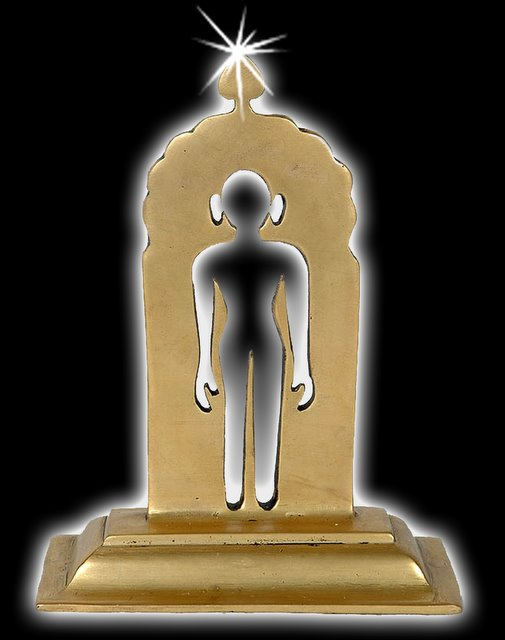
Aunque los siddhas (seres liberados) no tienen forma ni cuerpo, así es como se les suele representar en los templos jainistas

Finalmente todos los arihantas devienen en siddhas o almas liberadas, en el tiempo de su nirvana. Un siddha es una alma que está permanentemente liberada del ciclo transmigratorio de nacimiento y muerte. Tal alma, habiendo realizado su verdadero ser, está libre de todo el karma y la encarnación. No tienen forma y mora en el Siddhashila (el reino de los seres liberados) en el ápice del universo, en felicidad infinita, percepción infinita, conocimiento infinito y energía infinita.
El Siddha es el objetivo final de todas las almas. Hay infinitas almas que se han convertido en siddhas y otras tantas que alcanzarán este estado de liberación. Según el jainismo, la divinidad no es un monopolio de algún ser omnipotente y poderoso. Todas las almas con la percepción, el conocimiento y la conducta correctas pueden lograr la autorrealización y alcanzar este estado. Una vez alcanzado este estado de felicidad infinita, habiendo destruido todos los deseos, el alma no se preocupa por los asuntos mundanos, ni interfiere en el funcionamiento del universo, ya que ello resultaría en la aparición de nuevos karmas y en la pérdida de la liberación.